# قره‌دره (جمهوری آذربایجان)
قره‌دره (به لاتین: Qaradərə) یک منطقهٔ مسکونی در جمهوری آرتساخ است که در استان کاشاتاق واقع شده‌است.